# 샤흐르바라즈

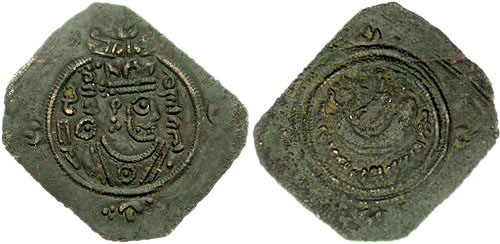
샤흐르바라즈(파로칸)의 동전

샤흐르바라즈(영어: Shahrbaraz 또는 Shahrwaraz, ? - 630년) 또는 파로칸(영어: Farrokhan)은 사산 왕조 페르시아 제국의 장군이자 샤이다. 샤흐르바라즈는 '제국의 멧돼지'라는 의미로, 호전성과 뛰어난 전술 능력을 승리의 전형인 조로아스터교의 야자타 베레스라그나(en:Verethragna)에 관련된 동물인 멧돼지로 나타내었다.

## 생애
샤흐르바라즈는 비잔틴과 사산 왕조의 전쟁(en:Byzantine–Sassanid War of 602–628)이 진행 중이었던 호스로 2세의 치세에 페르시아의 장군으로 활약하였다. 샤흐르바라즈는 613년에서 614년 동안 다마스커스와 예루살렘을 점령하였으며, 성십자가를 빼앗았다. 하지만 비잔틴에 헤라클리우스가 새로운 황제로 군림하자, 호스로 2세와 샤흐르바라즈 사이에 의심이 떠올랐다. 헤라클리우스는 샤흐르바라즈에게 호스로 2세가 장군(샤흐르바라즈)의 처형을 계획하고 있다는 편지를 보냈다. 이내 샤흐르바르즈는 비잔틴과의 전쟁을 중단하였다.
페르시아의 패배 후, 샤흐르바라즈는 모반에 관련된 중대한 혐의에 연류되었다. 결국 샤흐르바라즈는 630년에 아르다시르 3세를 살해하고 페르시아의 왕으로 등극하였다. 그리고 헤라클리우스와 평화조약을 맺고 성십자가를 되돌려 주었다.
하지만 그 해 4월에 하자르족과 돌궐의 아르메니아 침략을 막아내지 못하여, 두 달 뒤에 살해당했다. 그의 뒤를 이어 호스로 3세가 집권하였다.

## 관련 문헌
- John Martindale, The Prosopography of the Later Roman Empire IIIb, Cambridge 1992, S. 1141–1144.